# Evangelische Kirche Kirchardt

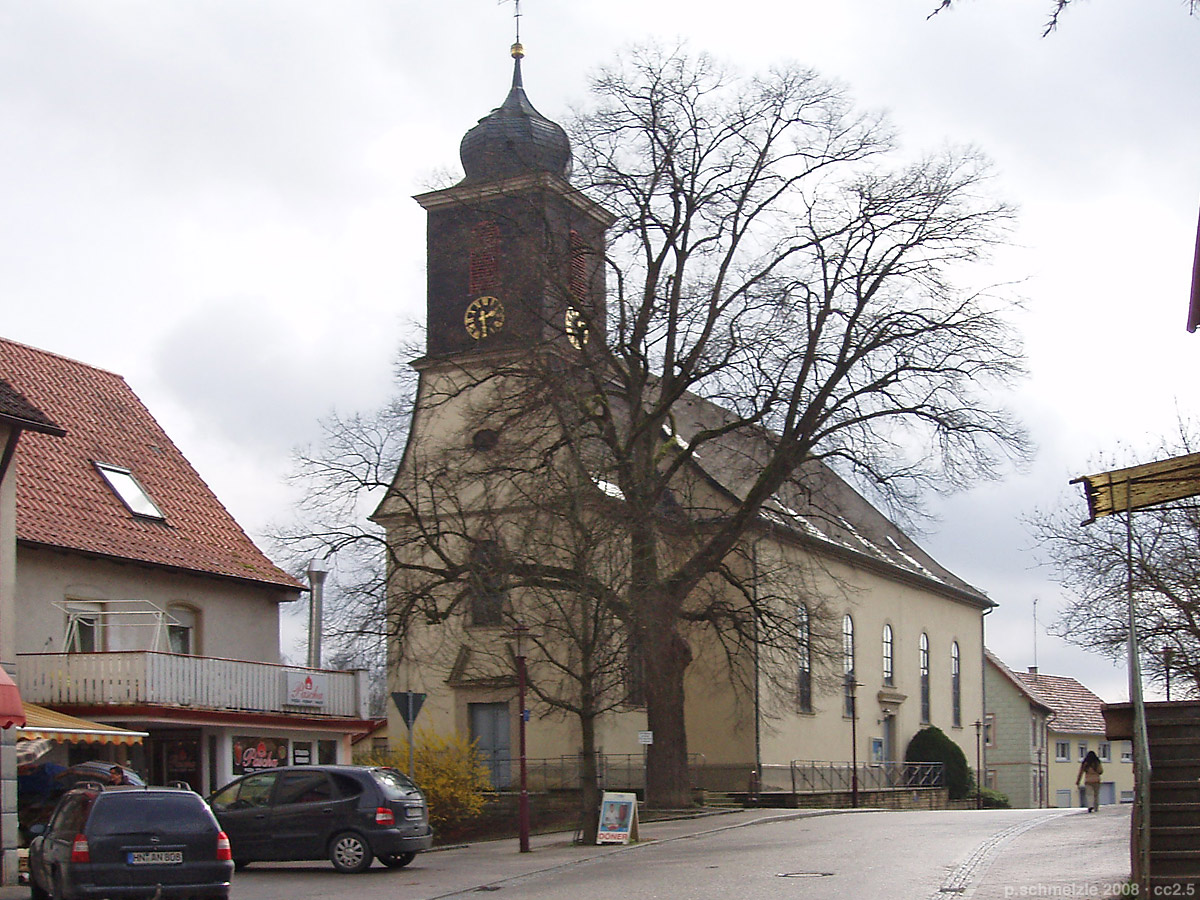
Evangelische Kirche in Kirchardt

Die evangelische Kirche in Kirchardt im Landkreis Heilbronn im nördlichen Baden-Württemberg ist eine evangelische Pfarrkirche, die ihre heutige Gestalt durch Neubau 1790 und Erweiterung 1898/99 erhielt.

## Geschichte
Frühe Hinweise auf eine Kirche in Kirchardt datieren aus dem Jahr 1367, als Pfalzgraf Ruprecht I. den Pfarrsatz in Kirchardt an den Deutschen Orden abtrat. Im Gegenzug für die jährlichen Abgaben der Kirchardter Einwohnerschaft lag die Baulast für die kirchlichen Gebäude damit beim Deutschen Orden. Die Kirche unterstand im Mittelalter wohl dem Hochstift Worms, das über das Stift Wimpfen rund 90 Kirchen im Neckartal und im Kraichgau leitete. Eine dem Hl. Ägidius geweihte Kirche an der Stelle der heutigen Kirche wurde 1496 erstmals erwähnt. Im 16. Jahrhundert wurde das zur Kurpfalz zählende Kirchardt reformiert. Der altgläubige Deutsche Orden blieb jedoch weiterhin baupflichtig, kam aber seinen Baupflichten wohl nur ungenügend nach. 1658 wurde die Kirche nach den Zerstörungen des Dreißigjährigen Krieges neu erbaut, war jedoch bereits knapp 80 Jahre später wieder so marode, dass 1740 ein Neubau nötig wurde, der durch unterbliebene Dachreparaturen nach bereits 50 Jahren erneut baufällig war.
Der erhaltene Grundstein des Neubaus von 1790 nennt als Bauherren für das Langhaus der Kirche die kurpfälzische geistlich reformierte Administration zu Heidelberg und für Chor und Kirchturm den Deutschen Orden zu Mergentheim. Nach der Auflösung der Kurpfalz durch die Mediatisierung im Jahr 1802 kamen Kirchardt und damit auch das Patronatsrecht über die Kirche an das neu gegründete Fürstentum Leiningen. Die Leininger Fürsten behielten auch nach dem Ende des kurzzeitigen Fürstentums und dessen Übergang an Baden 1806 bis heute das Patronatsrecht.
In den Jahren 1898/99 wurde das Langhaus der Kirche nach Süden erweitert, womit das Gebäude seine heutige Gestalt erhielt. 1977 wurde das Kircheninnere umfassend renoviert.

## Beschreibung

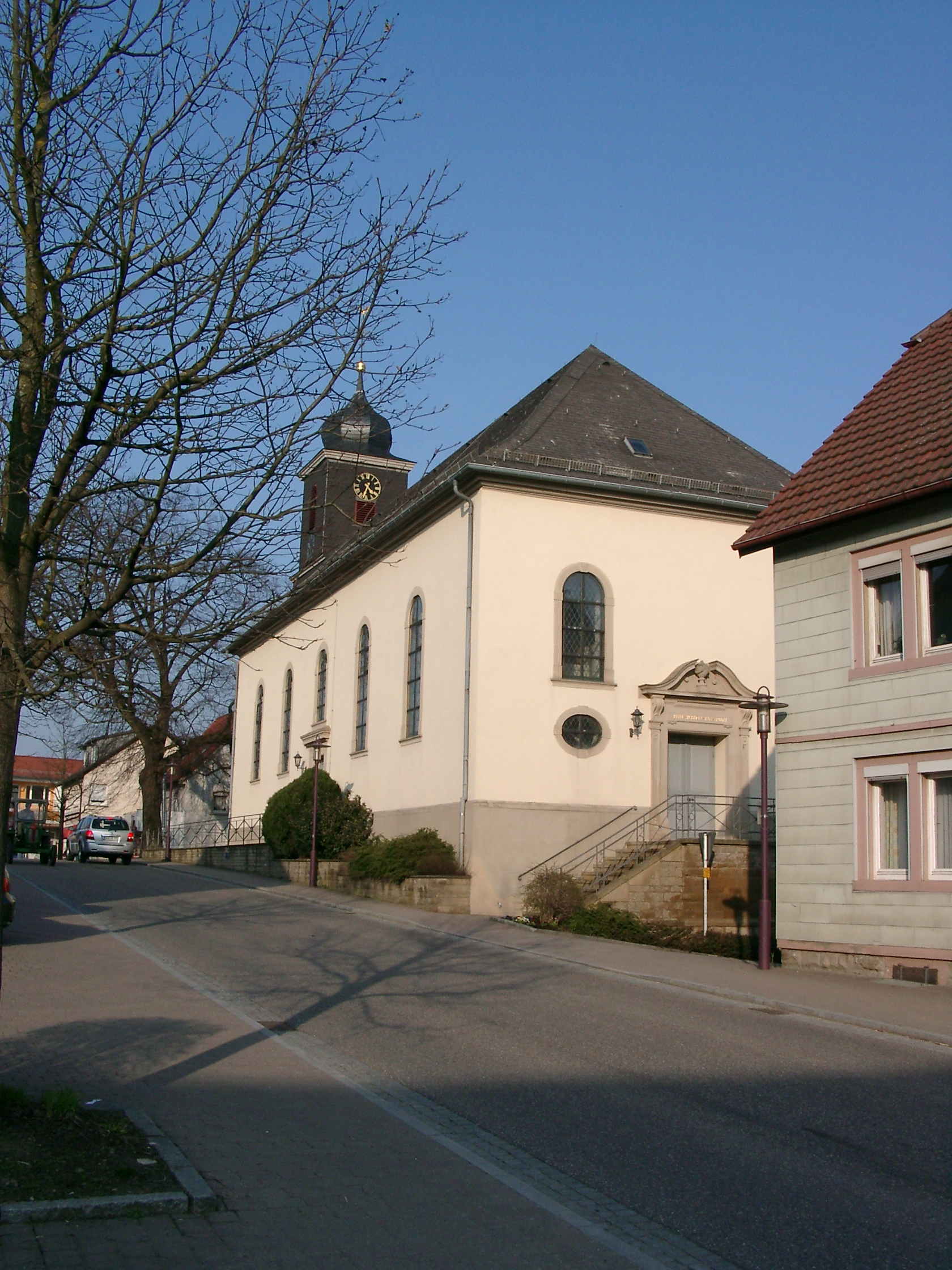
Ansicht von Südwesten

Die Evangelische Kirche in Kirchardt ist ein einschiffiger Kirchenbau im Stil des späten Barock mit angebautem Glockenturm mit sehr altem Sockel von einem Vorgängerbau. Die Kirche liegt längs der heute noch bestehenden historischen Hauptstraße des Ortes. Der Turm liegt im Nordosten, nach Südwesten schließt das rechteckige Langhaus an. An der Nordseite befinden sich Altar, Taufstein und Kanzel. Über dem Altar befindet sich auf der im Westen und Norden umlaufenden einstöckigen Empore eine historische Overmann-Orgel. Der Turmsockel ist zur Sakristei ausgebaut.
Der Taufstein stammt vermutlich noch aus der bereits 1496 erwähnten Kirche. Altar, Kanzel und ein heute noch verwendeter Abendmahlskelch stammen aus der Zeit des Kirchenneubaus um 1790. Die Orgel aus der Werkstatt von Anton und Wilhelm Overmann wurde 1819 bis 1821 erbaut und im 19. und 20. Jahrhundert vielfach umgebaut, bis sie schließlich 1976 unspielbar geworden war und 1983 für damals 160.000 DM originalgetreu instand gesetzt wurde.
Das Geläut im Glockenturm besteht aus vier Bronzeglocken, deren kleinste von 1924 stammt, ein Gewicht von 150 kg hat und auf d’’ gestimmt ist. Die restlichen historischen Glocken wurden im Zweiten Weltkrieg eingeschmolzen und im Jahr 1950 durch die heutigen Glocken ersetzt: die auf g’ gestimmte Glocke Ewigkeit und Glaube mit einem Gewicht von 589 kg, die auf b’ gestimmte Gedächtnisglocke mit einem Gewicht von 340 kg sowie die auf c’’ gestimmte Friedensglocke mit 247 kg.